# Pratt & Whitney R-2800
Pratt & Whitney R-2800 Double Wasp var en amerikansk stjärnmotor tillverkad av Pratt & Whitney. Den kom att användas i en rad amerikanska stridsflygplan under andra världskriget.

## Användning

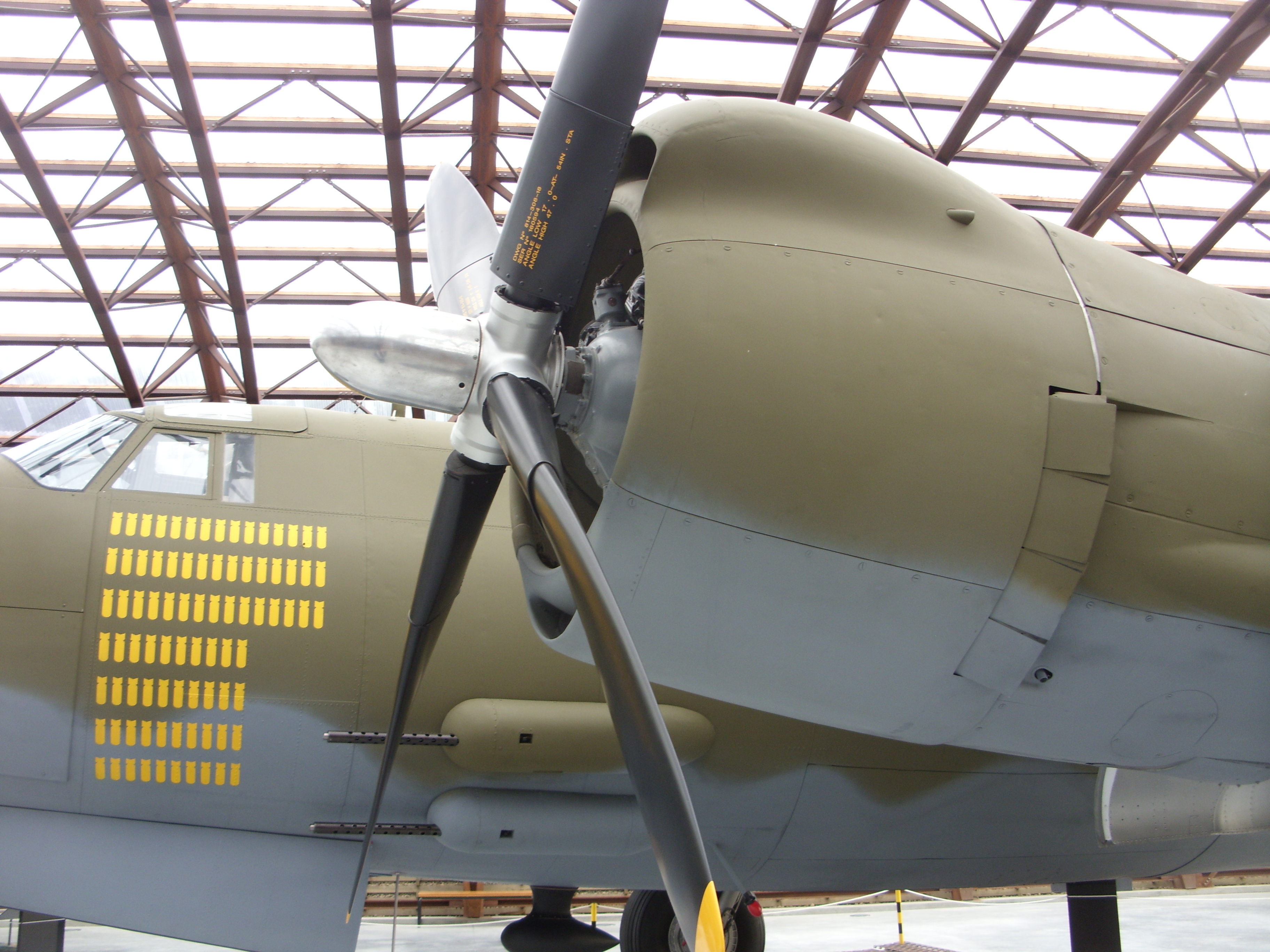
Martin B-26 Marauder

Nedan följer en ofullständig lista över flygplan som drevs av R-2800 (och några prototyper som använde den vid något tillfälle):
- Brewster XA-32
- Breguet Deux-Ponts
- Canadair CL-215
- Canadair C-5 North Star
- Consolidated TBY Sea Wolf
- Convair 240, 340, och 440
- Curtiss P-60
- Curtiss XF15C
- Curtiss C-46 Commando
- Douglas A-26 Invader
- Douglas DC-6
- Fairchild C-82 Packet
- Fairchild C-123 Provider
- Grumman AF Guardian
- Grumman F6F Hellcat
- Grumman F7F Tigercat
- Grumman F8F Bearcat
- Howard 500
- Lockheed Ventura/B-34 Lexington/PV-1 Ventura/PV-2 Harpoon
- Lockheed XC-69E Constellation
- Martin B-26 Marauder
- Martin 2-0-2
- Martin 4-0-4
- North American AJ Savage
- North American XB-28
- Northrop XP-56 Black Bullet
- Northrop P-61 Black Widow
- Northrop F-15 Reporter
- Republic P-47 Thunderbolt
- Sikorsky CH-37 Mojave
- Sikorsky S-60
- Vickers Warwick
- Vought F4U Corsair
- Vultee YA-19B